# Ministère du Commerce (Tunisie)
Pour les articles homonymes, voir Ministère du Commerce.
Le ministère du Commerce (arabe : وزارة التجارة), officiellement appelé ministère du Commerce et du Développement des exportations (arabe : وزارة التجارة وتنمية الصادرات), est un ministère tunisien chargé du commerce.

## Missions et attributions
Le ministère du Commerce a pour mission, en collaboration avec les ministères concernés, d'élaborer et de mettre en œuvre la politique du gouvernement se rapportant au commerce, au contrôle qualité, à la métrologie légale, à la défense du consommateur, à la publicité, aux petits métiers et services connexes au commerce, à la concurrence, aux prix, aux enquêtes économiques, à l'exportation et l'importation, à la coopération économique et commerciale, au commerce en ligne et à l'économie immatérielle.

## Organisation
Conformément aux dispositions du décret no 2001-2966 du 20 décembre 2001, l'organisation du ministère du Commerce comprend :
- le comité supérieur du ministère
- la conférence de direction
- le cabinet
- l'inspection générale
- la direction générale des services communs
- les services spécifiques
- les directions régionales

## Établissements rattachés
- Agence nationale de la métrologie
- Office du commerce de la Tunisie
- Centre de promotion des exportations
- Société « Ellouhoum »
- Société tunisienne des marchés de gros
- Société de la foire de Nabeul

## Ministre
Le ministre du Commerce est nommé par le chef du gouvernement depuis 2011, selon la loi constituante de 2011, puis l'article 89 de la Constitution de 2014. Selon la Constitution de 1959, il était nommé par le président de la République sur proposition du Premier ministre.
Il dirige le ministère et participe au Conseil des ministres.

### Historique
Le ministre actuel est Samir Abid, titulaire du portefeuille dans le gouvernement Madouri/Zaafrani depuis le 25 août 2024.

### Liste
| Image | Nom                                                 | Parti               |  | Gouvernement                                                                                    | Début du mandat  | Fin du mandat    |
| ----- | --------------------------------------------------- | ------------------- |  | ----------------------------------------------------------------------------------------------- | ---------------- | ---------------- |
|       | Ferjani Bel Haj Ammar (Économie)                    | Néo-Destour         |  | Gouvernement Bourguiba I                                                                        | 15 avril 1956    | 29 juillet 1957  |
|       | Ezzeddine Abassi (Industrie et Commerce)            | Néo-Destour         |  | Gouvernement Bourguiba II                                                                       | 29 juillet 1957  | 7 octobre 1961   |
|       | Ahmed Ben Salah (Plan et Économie nationale)        | Néo-Destour PSD     |  | Gouvernement Bourguiba II                                                                       | 12 novembre 1961 | 24 octobre 1968  |
|       | Abderrazak Rassaa                                   | PSD                 |  | Gouvernement Bourguiba II                                                                       | 24 octobre 1968  | 8 septembre 1969 |
|       | Hassen Belkhodja                                    | PSD                 |  | Gouvernement Bourguiba II Gouvernement Ladgham                                                  | 8 septembre 1969 | 12 juin 1970     |
|       | Slaheddine Ben Mbarek                               | PSD                 |  | Gouvernement Nouira                                                                             | 26 décembre 1977 | 24 avril 1980    |
|       | Slaheddine Ben Mbarek (Industrie et Commerce)       | PSD RCD             |  | Gouvernement Mohamed Mzali Gouvernement Sfar Gouvernement Ben Ali Gouvernement Hédi Baccouche I | 28 avril 1986    | 27 juillet 1988  |
|       | Moncef Belaïd (Industrie et Commerce puis Économie) | RCD                 |  | Gouvernement Hédi Baccouche II Gouvernement Hédi Baccouche III Gouvernement Karoui              | 27 juillet 1988  | 3 mars 1990      |
|       | Mohamed Ghannouchi (Économie)                       | RCD                 |  | Gouvernement Karoui                                                                             | 3 mars 1990      | 20 février 1991  |
|       | Sadok Rabah (Économie nationale)                    | RCD                 |  | Gouvernement Karoui                                                                             | 20 février 1991  | 10 mars 1995     |
|       | Slaheddine Ben Mbarek                               | RCD                 |  | Gouvernement Karoui                                                                             | 10 mars 1995     | 13 juin 1996     |
|       | Mondher Zenaidi                                     | RCD                 |  | Gouvernement Karoui Gouvernement Ghannouchi I                                                   | 13 juin 1996     | 25 janvier 2001  |
|       | Tahar Sioud                                         | RCD                 |  | Gouvernement Ghannouchi I                                                                       | 25 janvier 2001  | 5 septembre 2002 |
|       | Mondher Zenaidi                                     | RCD                 |  | Gouvernement Ghannouchi I                                                                       | 5 septembre 2002 | 3 septembre 2007 |
|       | Ridha Touiti                                        | RCD                 |  | Gouvernement Ghannouchi I                                                                       | 3 septembre 2007 | 10 juin 2009     |
|       | Ridha Ben Mosbah                                    | RCD                 |  | Gouvernement Ghannouchi I                                                                       | 10 juin 2009     | 29 décembre 2010 |
|       | Slimane Ourak                                       | RCD                 |  | Gouvernement Ghannouchi I                                                                       | 29 décembre 2010 | 17 janvier 2011  |
|       | Mohamed Jegham                                      | RCD                 |  | Gouvernement Ghannouchi I                                                                       | 17 janvier 2011  | 27 janvier 2011  |
|       | Mehdi Houas                                         | Indépendant         |  | Gouvernement Ghannouchi II Gouvernement Caïd Essebsi                                            | 27 janvier 2011  | 24 décembre 2011 |
|       | Mohamed Lamine Chakhari                             | Ennahdha            |  | Gouvernement Jebali                                                                             | 24 décembre 2011 | 16 février 2012  |
|       | Béchir Zaâfouri                                     | Ennahdha            |  | Gouvernement Jebali                                                                             | 16 février 2012  | 13 mars 2013     |
|       | Abdelwahab Maatar                                   | CPR                 |  | Gouvernement Larayedh                                                                           | 13 mars 2013     | 29 janvier 2014  |
|       | Nejla Moalla Harrouch                               | Indépendante        |  | Gouvernement Jomaa                                                                              | 29 janvier 2014  | 6 février 2015   |
|       | Ridha Lahouel                                       | Indépendant         |  | Gouvernement Essid                                                                              | 6 février 2015   | 12 janvier 2016  |
|       | Mohsen Hassan                                       | UPL                 |  | Gouvernement Essid                                                                              | 12 janvier 2016  | 27 août 2016     |
|       | Zied Ladhari                                        | Ennahdha            |  | Gouvernement Chahed                                                                             | 27 août 2016     | 6 septembre 2017 |
|       | Omar Béhi                                           | Indépendant         |  | Gouvernement Chahed                                                                             | 6 septembre 2017 | 27 février 2020  |
|       | Mohamed Msilini                                     | Mouvement du peuple |  | Gouvernement Fakhfakh                                                                           | 27 février 2020  | 2 septembre 2020 |
|       | Mohamed Bousaïd                                     | Indépendant         |  | Gouvernement Mechichi                                                                           | 2 septembre 2020 | 11 octobre 2021  |
|       | Fadhila Rebhi                                       | Indépendante        |  | Gouvernement Bouden                                                                             | 11 octobre 2021  | 6 janvier 2023   |
|       | Kalthoum Ben Rejeb                                  | Indépendante        |  | Gouvernement Bouden/Hachani/Madouri                                                             | 12 janvier 2023  | 25 août 2024     |
|       | Samir Abid                                          | Indépendant         |  | Gouvernement Madouri/Zaafrani                                                                   | 25 août 2024     | en cours         |

## Secrétaires d'État
- 7 novembre 1987-27 juillet 1988 : Mondher Zenaidi (secrétaire d'État auprès du ministre de l'Économie nationale chargé de l'Industrie et du Commerce)
- 11 avril 1989- 11 octobre 1991 : Mouldi Zouaoui (secrétaire d'État auprès du ministre de l'Économie nationale chargé de l'Industrie et du Commerce)
- 11 octobre 1991-3 août 1992 : Mongi Safra (secrétaire d'État auprès du ministre de l'Économie nationale chargé du Commerce)
- 3 août 1992-? : Salah El Hamdi (secrétaire d'État auprès du ministre de l'Économie nationale chargé du Commerce)
- 27 août 2016-6 septembre 2017 : Fayçal Hafiane
- 12 septembre 2017-14 novembre 2018 : Hichem Ben Ahmed (secrétaire d'État chargé du Commerce extérieur)
- 5 novembre 2018-27 février 2020 : Samir Bechouel (secrétaire d'État chargé du Commerce intérieur)